# Synagoge Vincennes

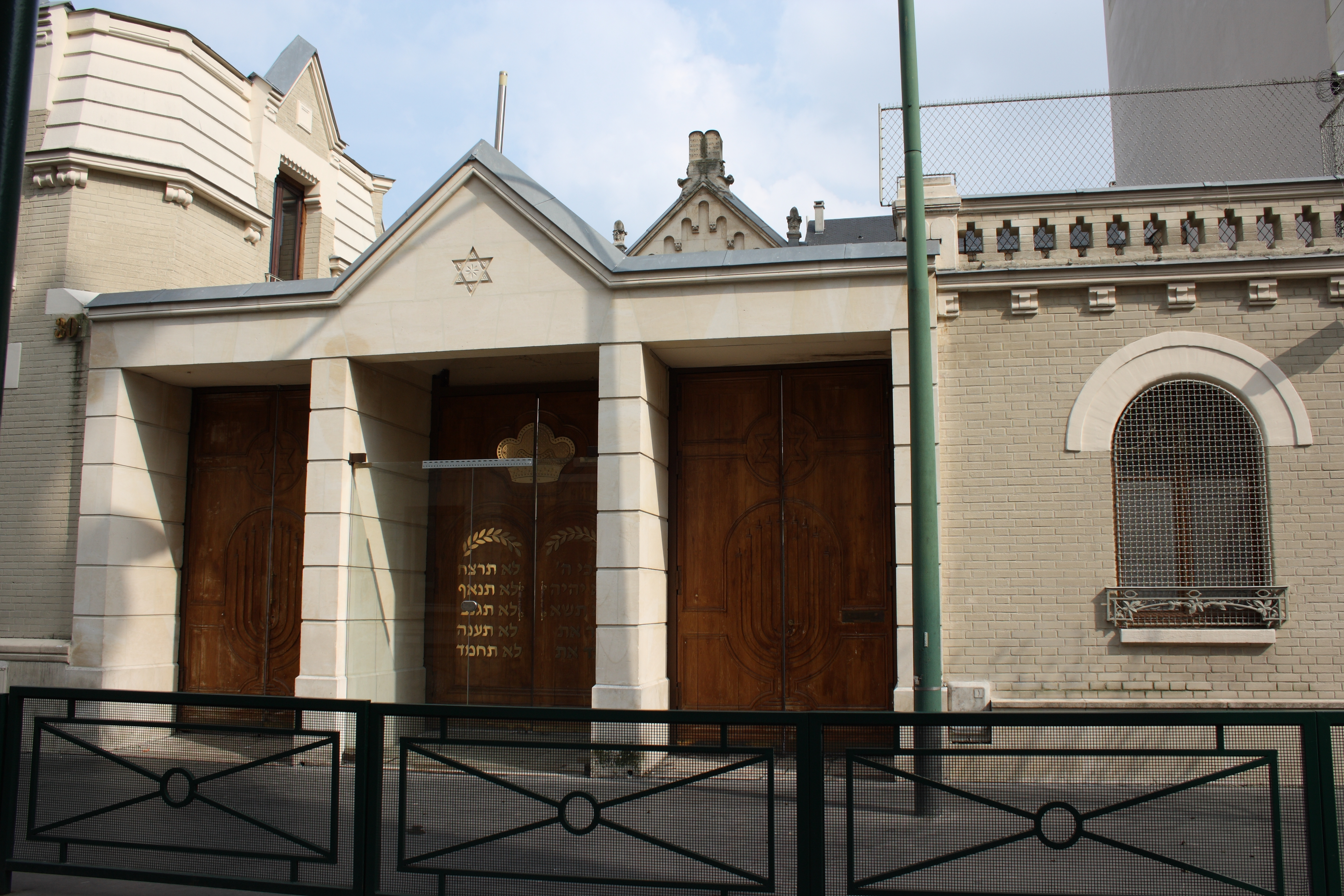
Synagoge in Vincennes

Die Synagoge von Vincennes ist eine Synagoge in Vincennes, einer Stadt in der Region Île-de-France im Département Val-de-Marne, das sich südöstlich an Paris anschließt. Sie befindet sich in der Rue Céline-Robert 30. Die nächste Métrostation ist Saint-Mandé-Tourelle an der Linie 1. 

## Geschichte
Nach dem Deutsch-Französischen Krieg von 1870/71 war die jüdische Gemeinde in den Pariser Vororten Saint-Mandé und Vincennes durch Einwanderer aus Elsass-Lothringen stark angewachsen. Ende des 19. Jahrhunderts und Anfang des 20. Jahrhunderts kamen jüdische Einwanderer aus Osteuropa hinzu. 1901 beschloss das Konsistorium von Paris, in Saint-Mandé eine rechtlich selbständige jüdische Gemeinde zu gründen. 1903 erwarb das Konsistorium ein Grundstück für den Bau einer Synagoge. Durch die finanzielle Unterstützung des Mäzens Daniel Iffla (1825–1907), der u. a. die Synagogen von Tours, Lausanne und Tunis und in Paris die Synagoge der Rue Buffault mitfinanziert hatte, konnte die Synagoge von Vincennes am 5. September 1907 eingeweiht werden. Als Architekt hatte Daniel Iffla Victor Tondu beauftragt, der auch die Synagoge von Tours gebaut hatte. Die Bauausführung wurden vom Architekten des Konsistoriums, Lucien Hesse, überwacht.

## Architektur
Die Synagoge bietet Platz für 160 Personen. Sie befindet sich in einem Hof, in dem auch das Haus des Rabbiners und Büros untergebracht sind. Ein Portalvorbau, auf dessen Giebel ein Davidstern eingemeißelt ist, führt zu einem Vorraum. Die Fassade der Synagoge wird von den Gesetzestafeln bekrönt. Den Dreiecksgiebel zieren Blendarkaden und eine steinerne Rosette. Über dem Eingang befindet sich die Frauenempore, die durch drei Zwillingsfenster beleuchtet wird. Auch im Erdgeschoss gab es im hinteren Bereich Plätze für Frauen und Kinder, die durch einen Vorhang von den Plätzen der Männer abgetrennt wurden. Am östlichen Abschluss des Raumes steht der Toraschrein, über dem sich drei große Fenster in der Ostwand öffnen. Wie in den Synagogen des Konsistoriums üblich steht die Bima vor dem Toraschrein.

## Synagoge des sefardischen Ritus
Als in den 1960er Jahren eine große Zahl nordafrikanischer Juden aus Algerien, Marokko, Tunesien, zuwanderte, die den sefardischen Ritus pflegten, stellte ihnen die traditionell aschkenasische Gemeinde zunächst ein Nebengebäude zur Verfügung. Im Februar 2005 wurde eine neue sefardische Synagoge (Synagoge Beth Raphael) eingeweiht, die an die aschkenasische Synagoge angebaut wurde.